# 빅토리아 스머핏
빅토리아 스머핏(Victoria Smurfit, 1974년 3월 31일 ~ )은 아일랜드의 배우이다.

## 출연 작품
- 아몽 레이븐스 (2014)
- 거울 살인사건 (2009)
- 방탄승 (2003)
- 최후의 황무지 (2002)
- 어바웃 어 보이 (2002)
- 비치 (2000)
- 트라이얼 앤드 레트리뷰션 (1997)
- 아이반호 (1997)
- 로맨싱 커플 (1996)